# Éowyn
Éowyn is een personage uit de trilogie In de ban van de ring van de Engelse schrijver J.R.R. Tolkien.
Éowyn is de dochter van Éomund en zus van Éomer. Zij was schildmaagd van Rohan ten tijde van de Oorlog om de Ring. Zij diende haar oom, Koning Théoden. Lang zag zij haar oom wegkwijnen in zijn 'Gouden Burcht', dankzij het werk van Saruman, uitgevoerd door de slechte Gríma Slangtong. Maar met de komst van de Reizigers, o.l.v. de herrezen Gandalf de Witte, ontwaakte Théoden en trokken de Rohirrim ten strijde tegen het Kwade.
Éowyn werd gegrepen door de majesteit van Aragorn. Zij verlangde de strijd in te gaan, maar werd door Théoden verboden mee te strijden.
In het tweede deel van In de ban van de ring, De Twee Torens, moet zij in Edoras blijven, terwijl de mannen naar Helmsdiepte trekken om slag te leveren tegen Sarumans Uruk-hai. In het derde deel, De terugkeer van de koning, wordt haar wederom verboden de strijd in te gaan. Dit keer echter slaat ze dit bevel in de wind. Samen met Merijn (die ook niet mee mocht gaan), gaat ze stiekem mee onder de schuilnaam Dernhelm. Ze rijdt bij de Koning in de Slag van de Velden van Pelennor, wanneer deze wordt omvergeworpen door de Heer der Nazgûl. Hierop staat Éowyn op en verdedigt haar Koning. De Tovenaar-Koning lacht haar uit, zeggende: "Verhinderen, mij? Jij dwaas. Geen levende man zal mij weerstreven." Hierop neemt Éowyn haar helm af en zegt: "Maar ik ben geen levende man" en steekt hem dood. Hiermee wordt zij vervloekt en velen vrezen haar dood. Aragorn, de wettige opvolger van Elendils lijn, weet haar te genezen.
In de 'Huizen van Genezing' ontmoet zij Faramir. Later trouwt ze met hem en wordt daardoor ook 'Prinses van Ithilien'.